# Simon Miedema
Simon Miedema est un sculpteur et médailleur néerlandais né le 13 juillet 1860 à Harlingen dans la province de Frise et mort le 5 mai 1934 à Rotterdam (Hollande-Méridionale).

## Biographie
Simon Miedema est né à Harlingen, dans la province néerlandaise de Frise. Il est le fils de l'artiste peintre Rein Miedema (nl) (1835-1912) et de Jeltje Schaafsma.
Il fait ses études à l'Académie de sculpture et des arts appliqués de Rotterdam. Ultérieurement, il enseigne au sein de cette institution en tant que professeur-modeleur en 1879, puis au titre de maître de conférences.
Il obtient le prix de Rome en 1878.

## Principales œuvres

### Œuvres à Rotterdam
Le sculpteur a notamment façonné les 6 statues — chacune symbolise un domaine : la « Navigation » (Zeewaart), le « Commerce » (Handel), l'« Agriculture » (Landbouw), le « Travail » (Arbeit), l'Industrie (Nijverheid) et le « Progrès » (Vooruitgang) — nichées sur la façade de la Witte Huis. L'une d'entre elles, la statue symbolisant le « Travail », a été détruite lors du bombardement de Rotterdam par la Luftwaffe le 14 mai 1940, durant la bataille des Pays-Bas de la Seconde Guerre mondiale,.
En 1898, Miedema confectionne les candélabres et les lions en bronze ornant les balustrades en pierre du Regentessebrug (nl) (pont de la régente), un pont qui enjambe le port de Wijnhaven,.
La même année, il façonne les sculptures ornant la Wilhelminafontein (nl).
À la fin des années 1900, il confectionne le Julianavaas, un vase reposant sur un piédestal et réalisé pour la naissance de la reine Juliana van Oranje-Nassau, le 30 avril 1909. L'œuvre est située au sein du Park-Honingen dans le quartier de Kralingen,,.
En 1910, Miedema conçoit l'ange niché dans le fronton de l'église Paradijskerk.
En 1920, il façonne les sculptures en bronze surmontant la fontaine située dans la cour intérieure de la Stadhuis,,.

Œuvres à Rotterdam
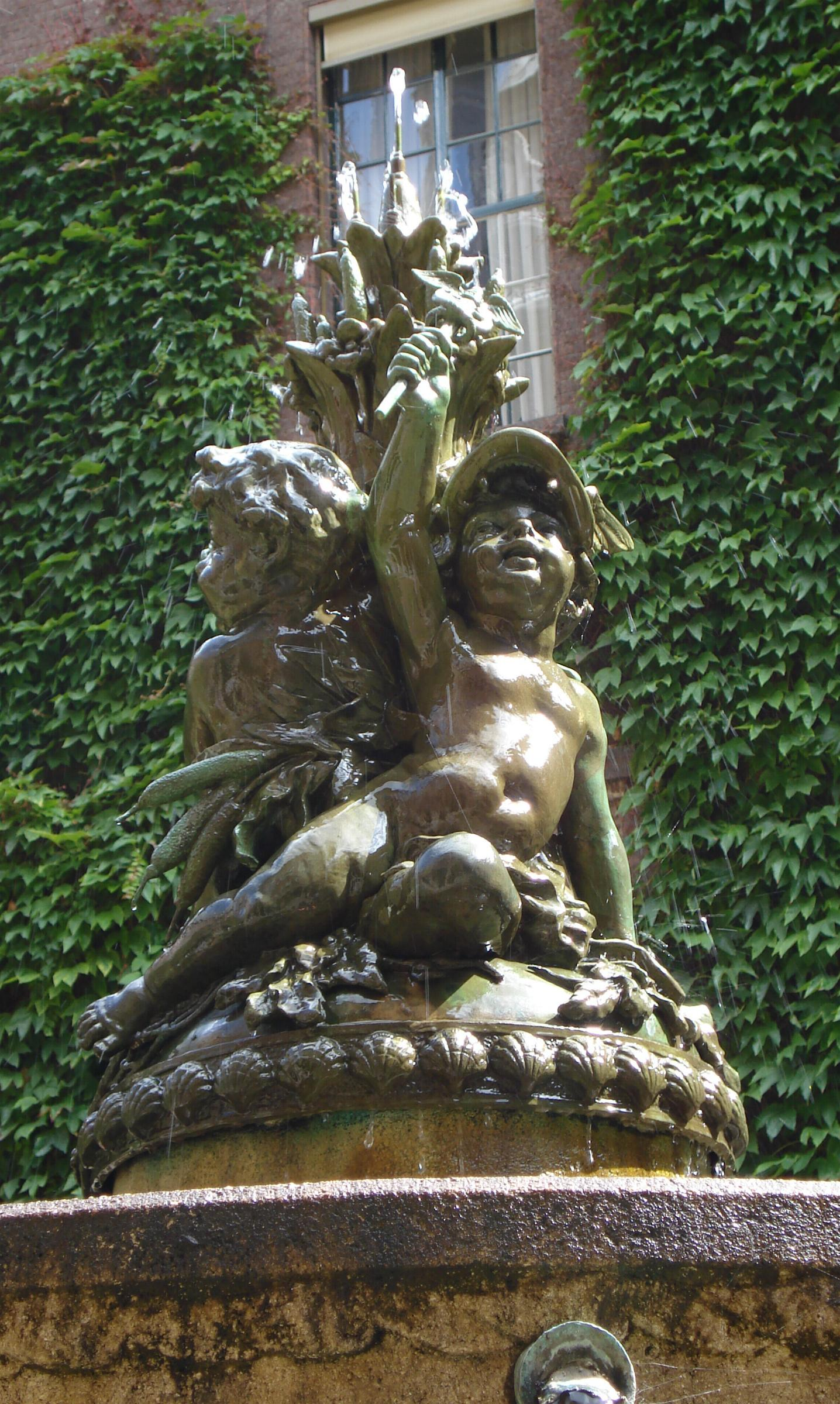
Fontaine de la Stadhuis.
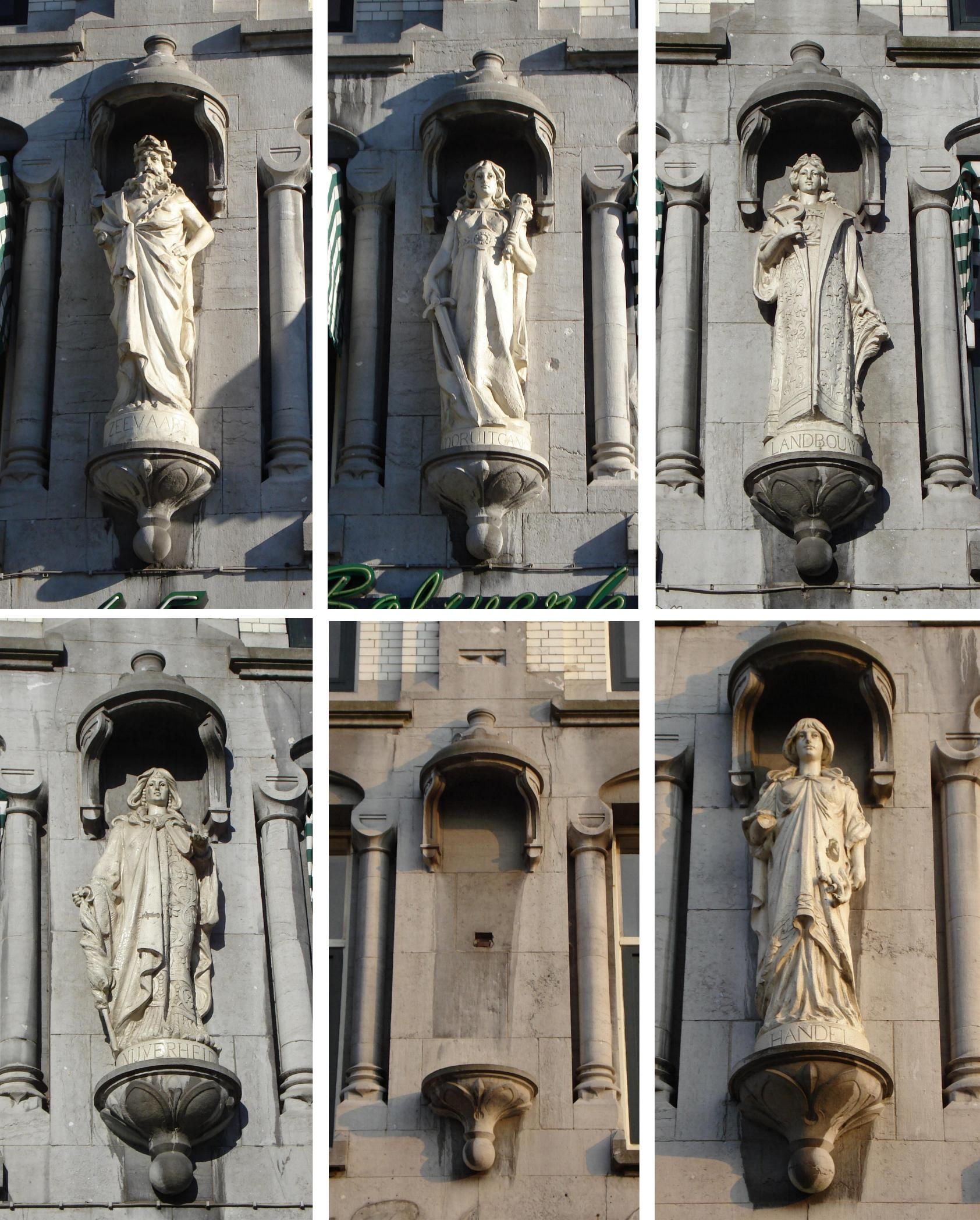
Les statues de la façade de la Witte Huis.
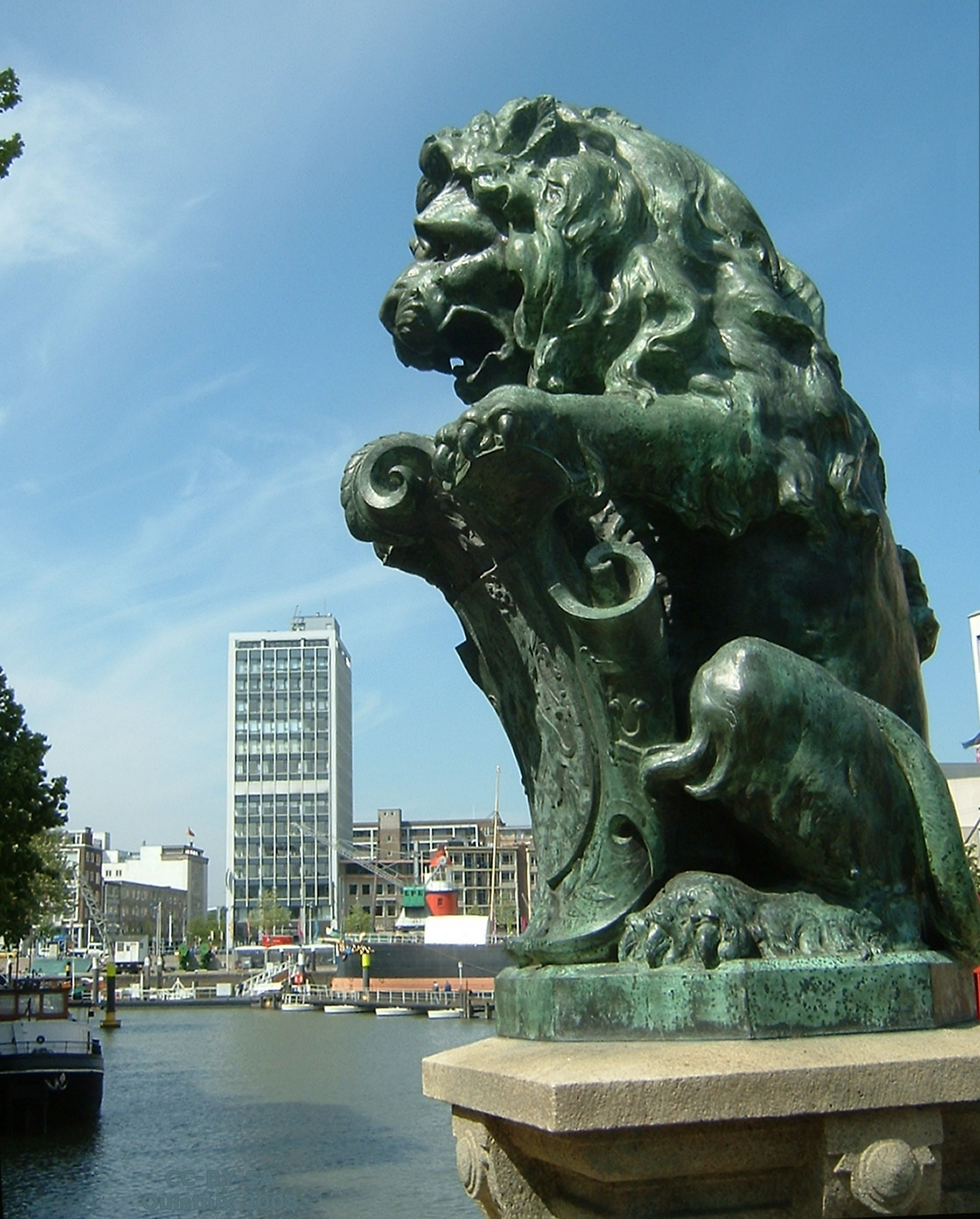
Lion en bronze ornant le Regentessebrug.
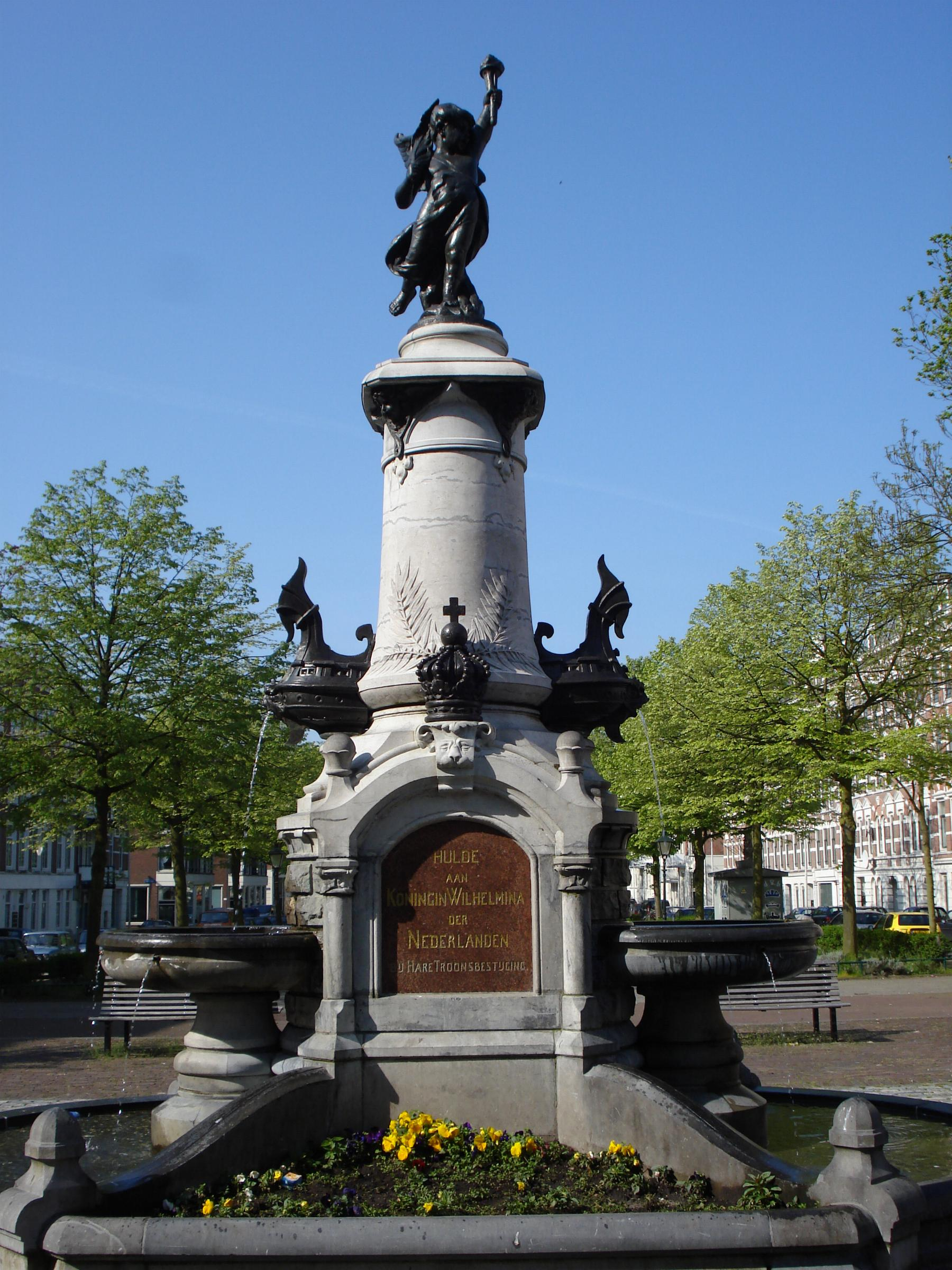
La Whileminafontein.
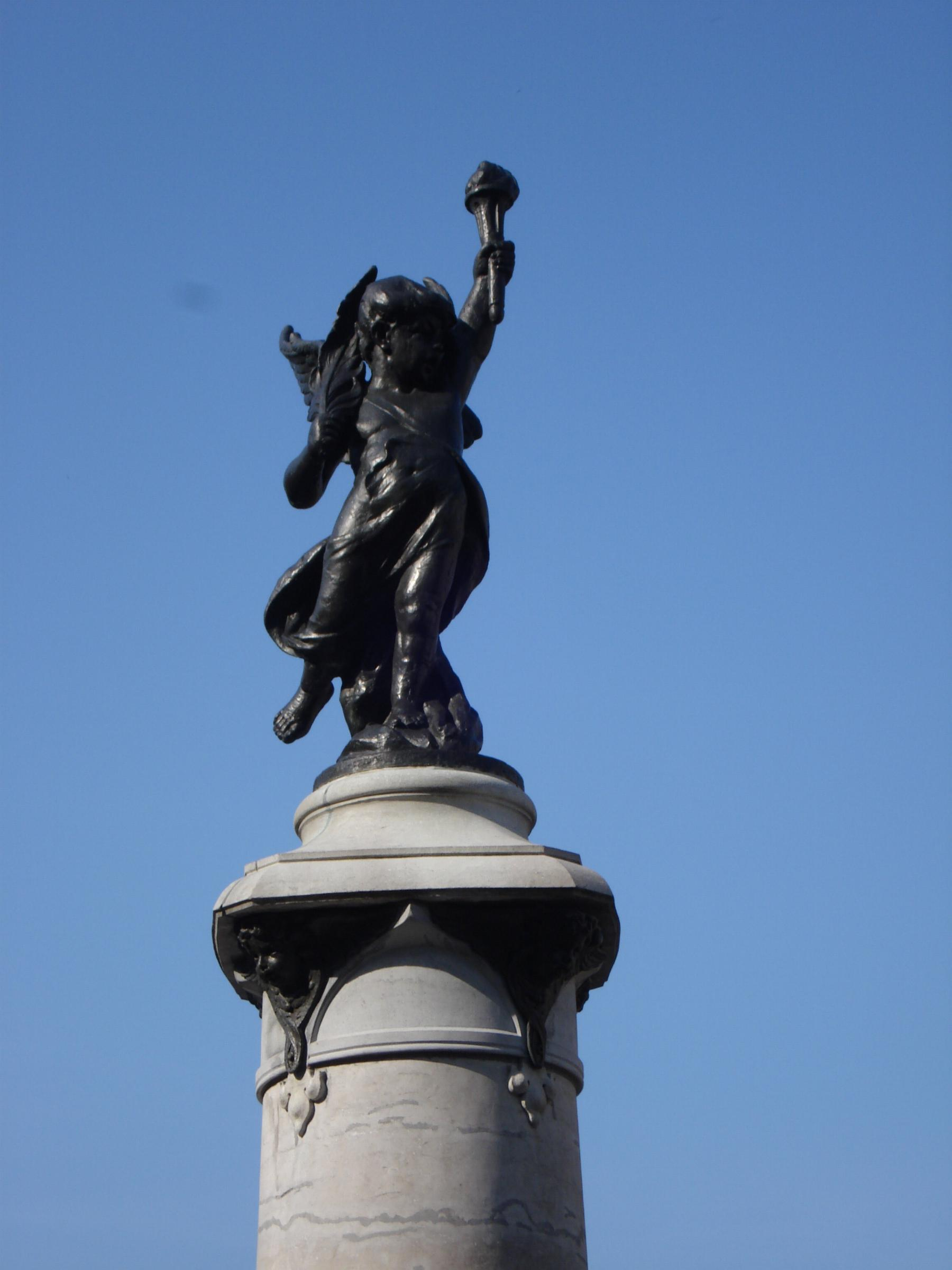
Détail de la Wilhelminafontein.
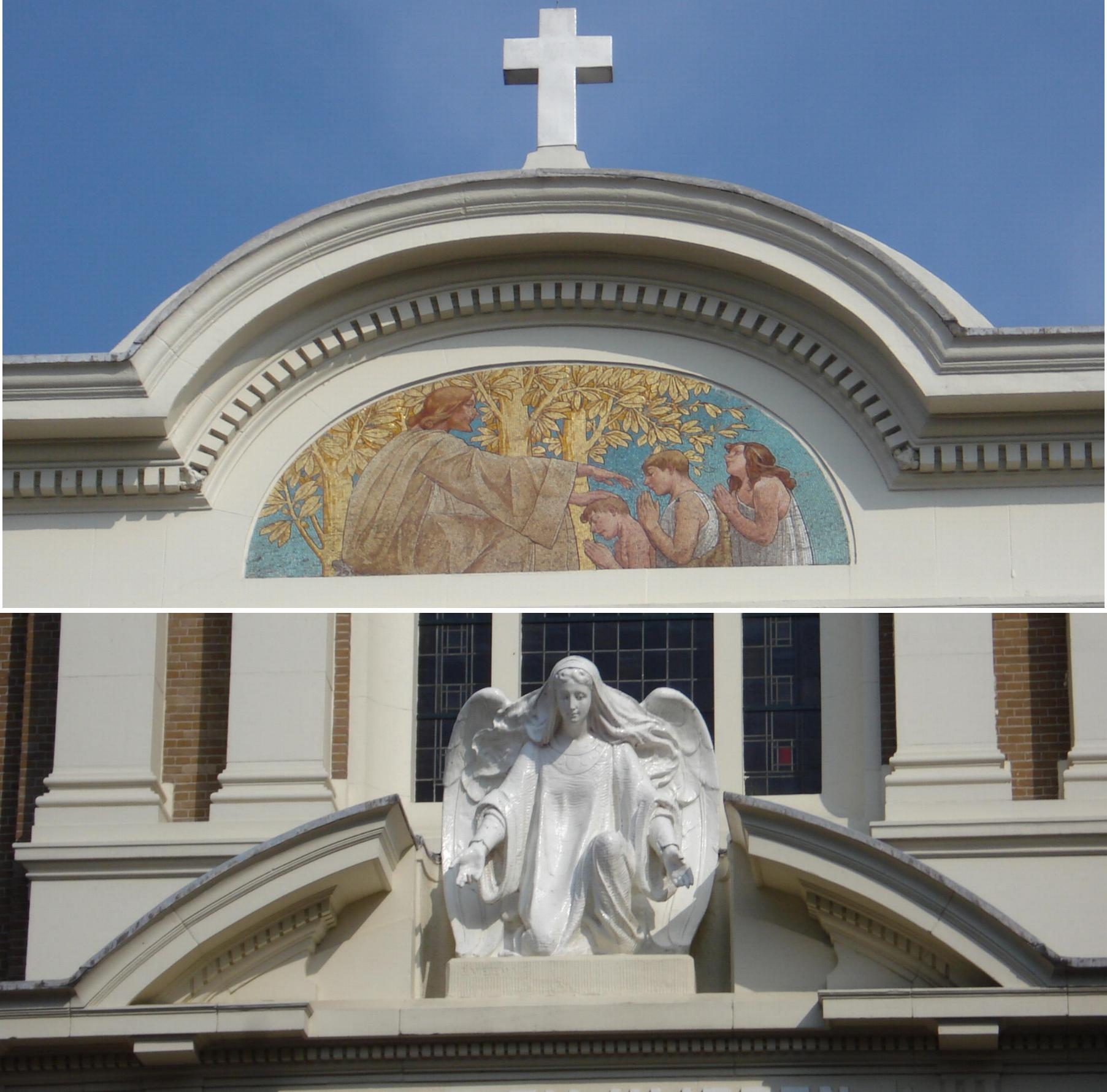
Ange, fronton de la Paradijskerk.
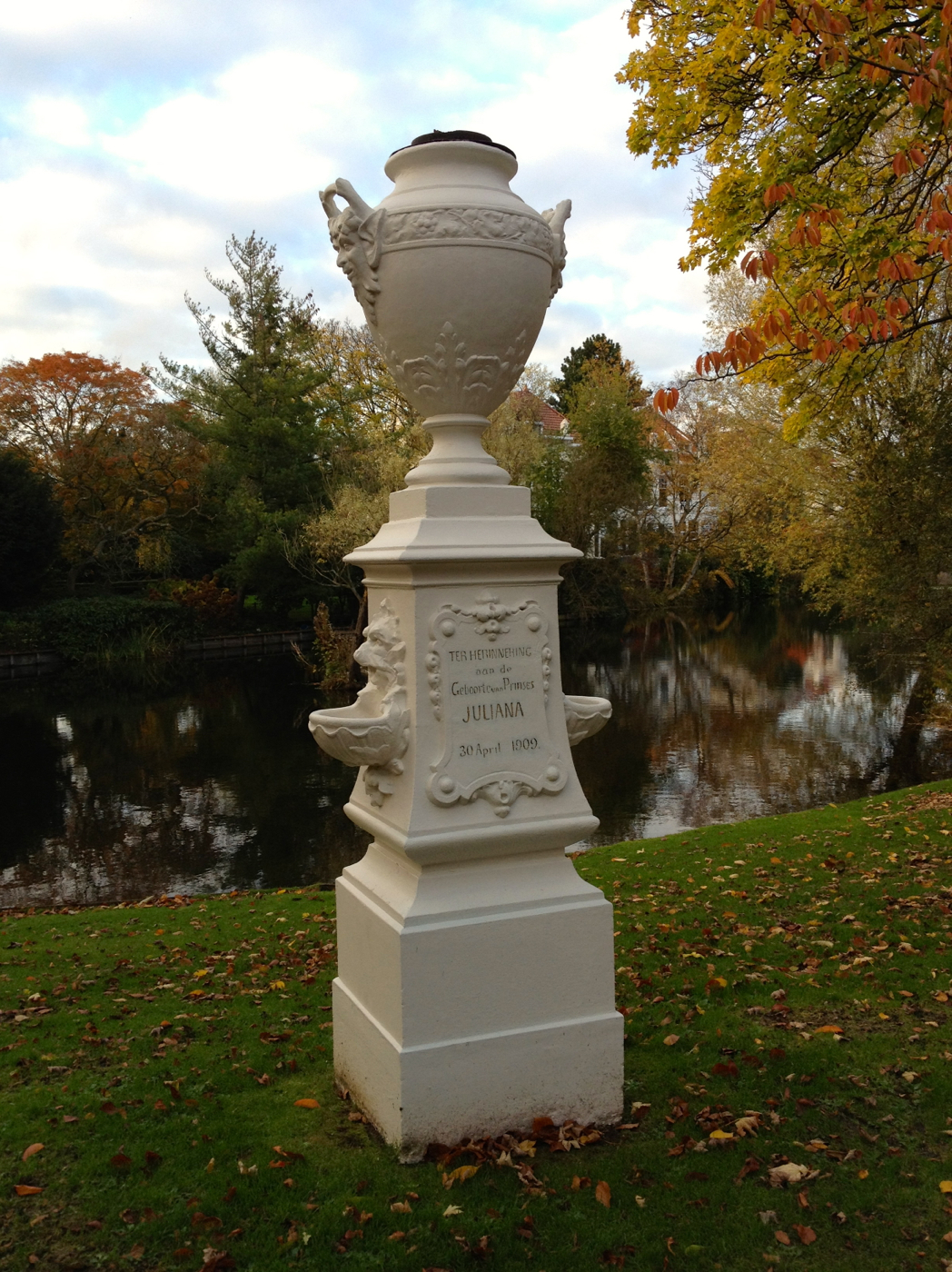
Le Julianavaas.
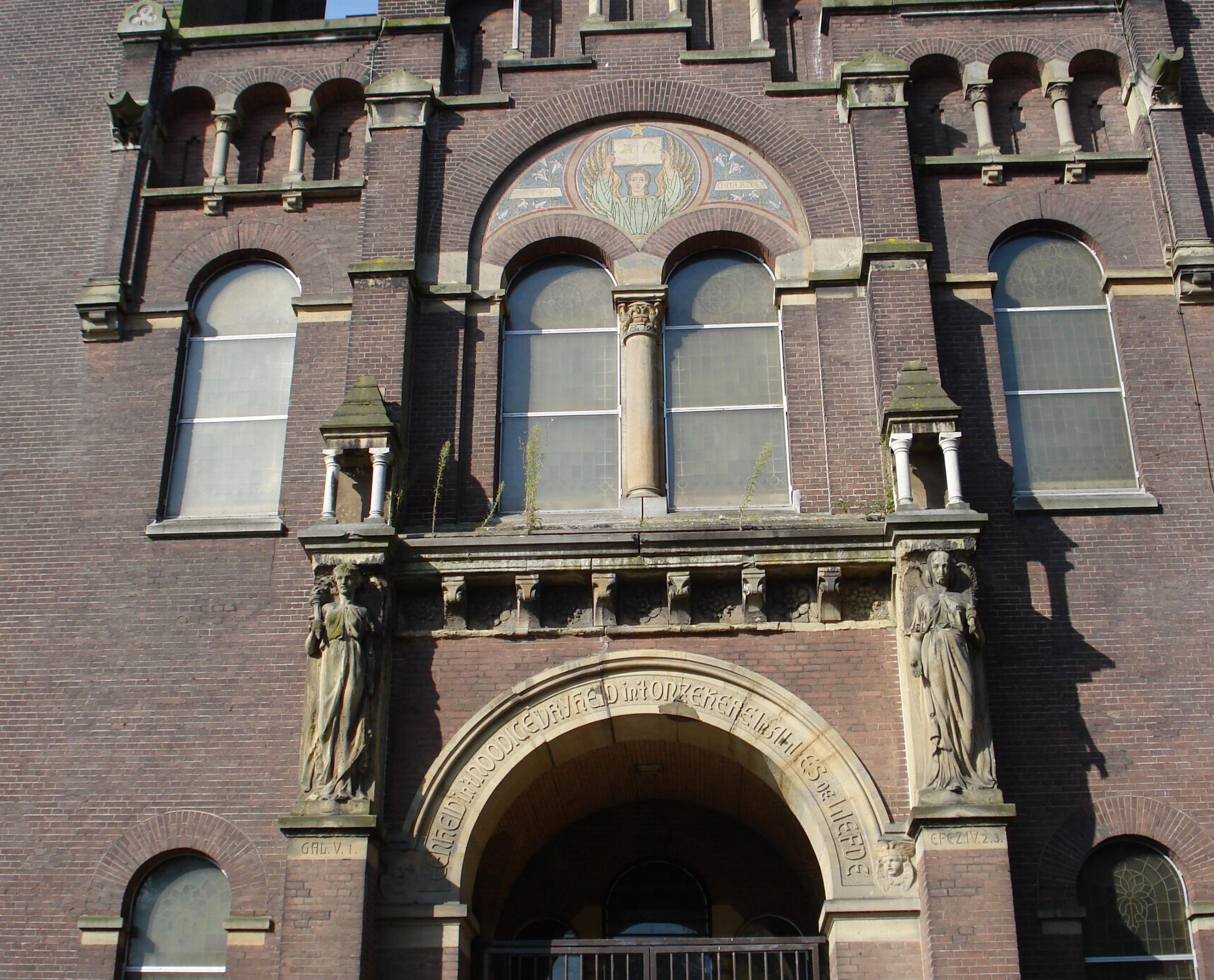
Sculptures ornant la façade de la Remonstrantekerk.

### Œuvres dans d'autres ville
À Hilversum, en 1889, le sculpteur néerlandais conçoit une statue du christ (le Christus) pour la façade de l'église de style néogothique de Sint-Vitus.
Dans la ville d'Arnhem, Miedema a sculpté les frises qui décorent Luxor, un bâtiment abritant une bibliothèque, un théâtre et une discothèque. Ces frises, comportent des bas-reliefs confectionnés au moyen de terracotta et figurant des danseuses orientales.
Miedama a également façonné un bas-relief représentant le Christ pour l'église de Makkinga.
En 1929, à Brooklyn, New York, il réalise une copie de la statue d'Érasme moulée par le sculpteur Hendrick de Keyser au début du XVIIe siècle pour la ville de Rotterdam. Cette copie, également faite en bronze, est installée devant la façade de l'établissement américain Erasmus Hall High School (en). L'œuvre est inaugurée le 25 avril 1931.

Autres œuvres
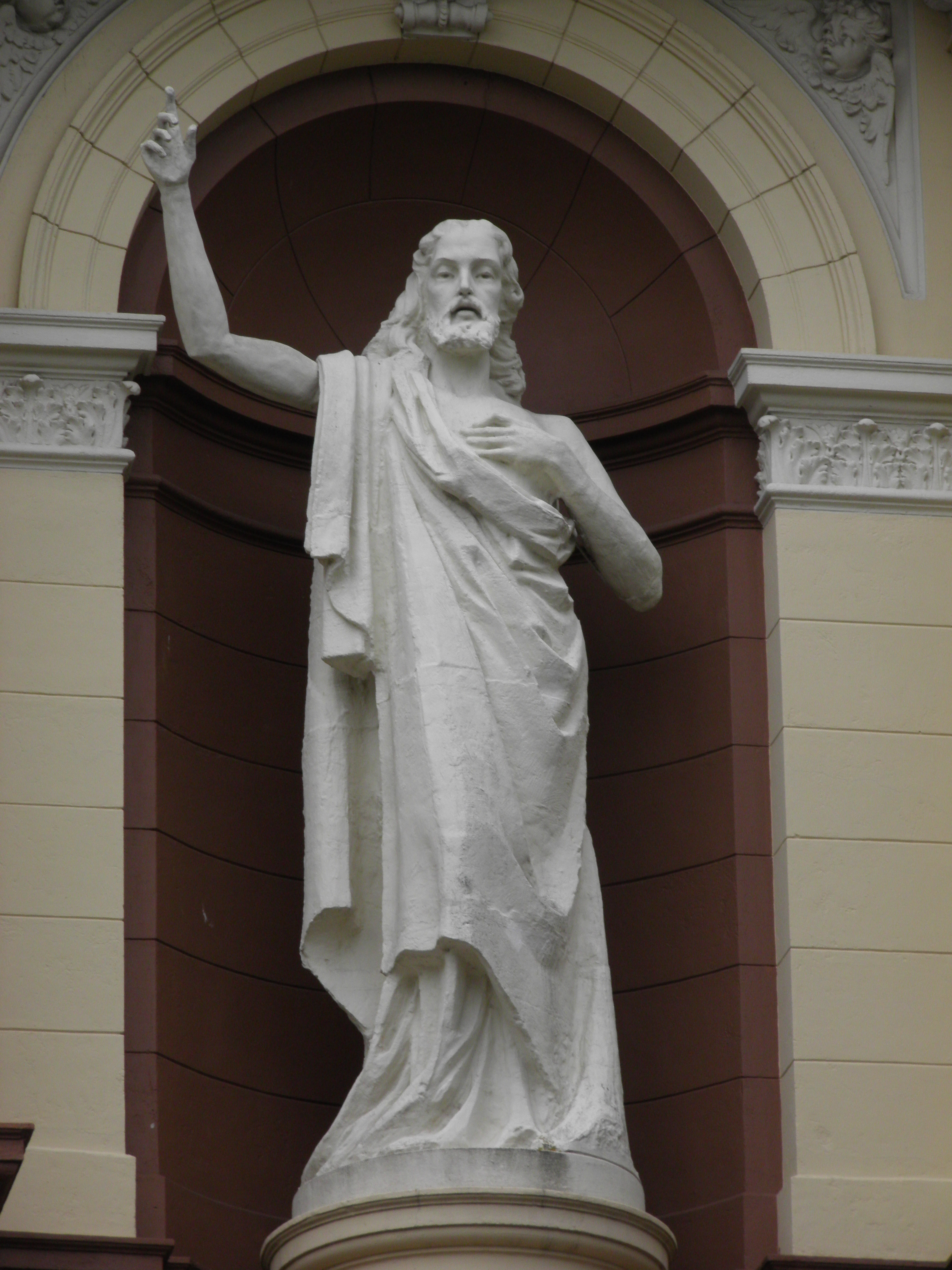
Statue du Christ, sur la façade de l'église de Saint-Vith, à Hilversum.
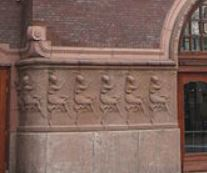
Bas-reliefs de la façade du Luxor, à Arnhem.
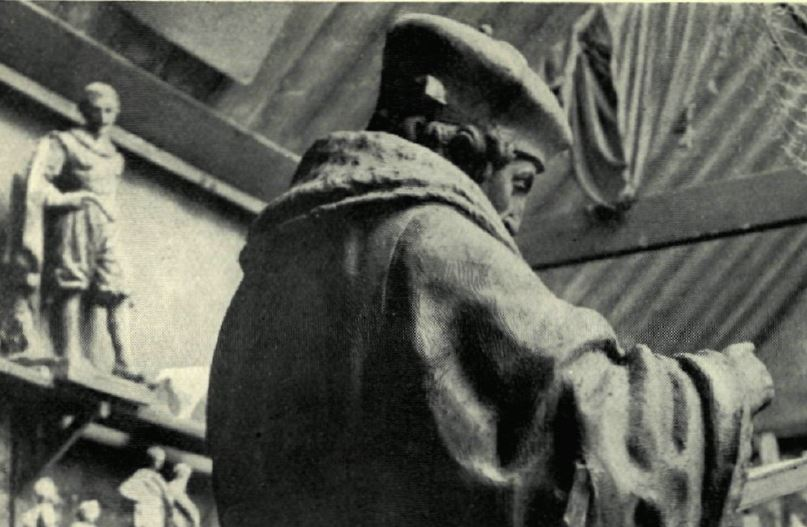
Satue d'Érasme.
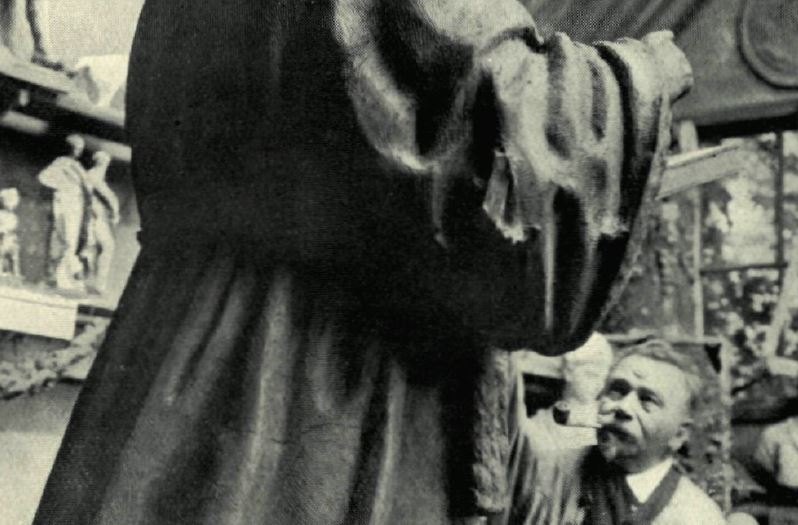
Miedema façonnant une statue d'Érasme, au Erasmus Hall High School, Brooklyn.
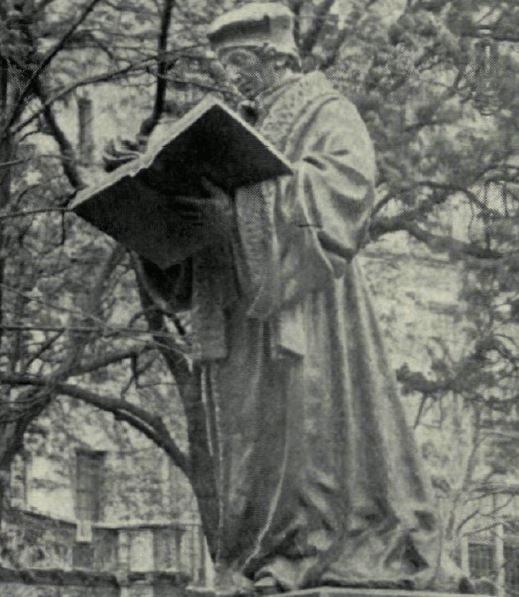
Statue d'Érasme, à Brooklyn.

## Pour approfondir